# Santa Maria in Aracoeli

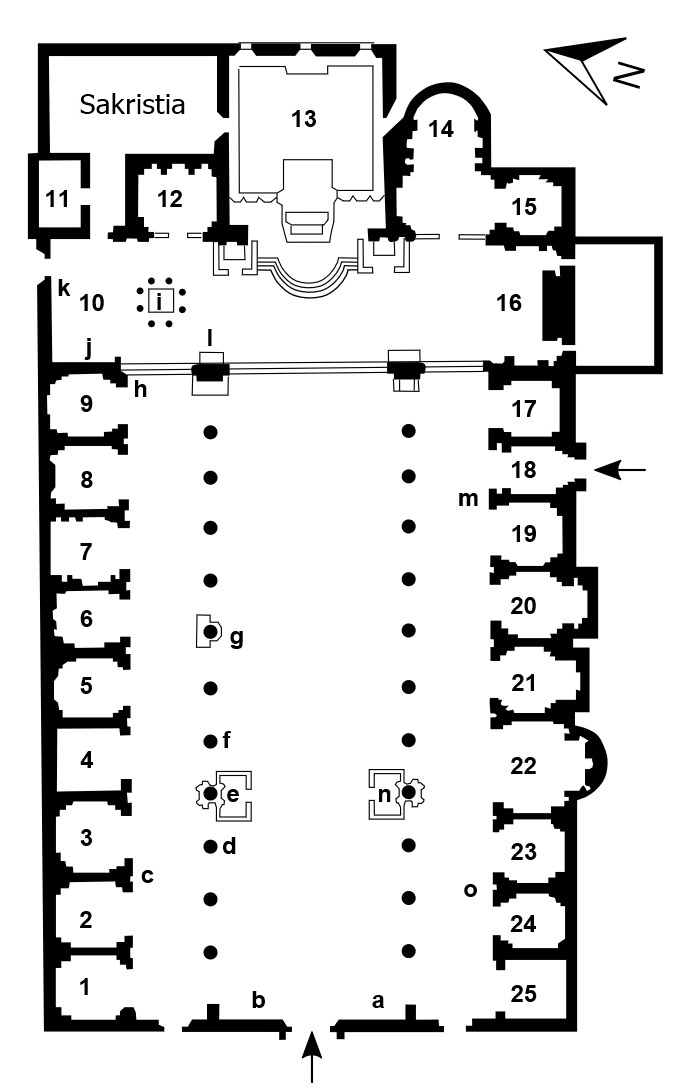
Kyrkans grundplan med sidokapellen numrerade:
1) Cappella dell'Immacolata Concezione
2) Cappella del Presepio
3) Sant'Antonio da Padova
4) Cappella di Sant'Anna
5) Cappella di San Paolo
6) Cappella dell'Ascensione
7) Cappella di San Michele Arcangelo
8) Cappella di Santa Margherita da Cortona
9) Cappella della Madonna di Loreto
10) Vänster tvärskepp med Cappella di Sant'Elena
11) Cappella del Santo Bambino
12) Cappella di San Gregorio
13) Högaltaret
14) Cappella del Santissimo Sacramento
15) Cappella di Santa Rosa da Viterbo
16) Höger tvärskepp med Cappella di San Francesco
17) Cappella di San Pasquale Baylon
18) Sidoingång från Scala dell'Arce Capitolina
19) Cappella di San Diego d'Alcalà
20) Cappella di San Pietro d'Alcántara
21) Cappella di San Matteo
22) Cappella del Crocifisso
23) Cappella di San Girolamo
24) Cappella della Pietà
25) Cappella di San Bernardino.

Santa Maria in Aracoeli, officiellt Santa Maria in Ara Coeli al Campidoglio, är en kyrkobyggnad och mindre basilika i Rom, helgad åt Jungfru Maria. Kyrkan är belägen på Capitolium i Rione Campitelli och tillhör församlingen San Marco Evangelista al Campidoglio.
Kyrkan är känd för att hysa Santo Bambino, en träskulptur från 1400-talet föreställande Jesusbarnet. Skulpturen sägs vara gjord av olivträ från Getsemane och tillskrivs en rad underverk.

## Kyrkans historia
Kyrkan uppfördes på 600-talet.
Kyrkan omnämns i Catalogo di Cencio Camerario, en förteckning över Roms kyrkor sammanställd av Cencio Savelli år 1192 och bär där namnet sce. Marie in Capitolio.
Därtill förekommer kyrkan i Il catalogo Parigino (cirka 1230) som s. Maria de Capitolio, i Il catalogo di Torino (cirka 1320) som Ecclesia sancte Marie de Ara Celi och i Il catalogo del Signorili (cirka 1425) som s. Marie de Ara Celi.

## Titelkyrka
Santa Maria in Ara Coeli stiftades som titelkyrka av påve Leo X år 1517.
Kardinalpräster under 1900- och 2000-talet
- Francesco Satolli (1896–1903)
- Beniamino Cavicchioni (1903–1911)
- Diomede Falconio (1911–1914)
- Basilio Pompilj (1914–1917)
- Filippo Camassei (1919–1921)
- Juan Benlloch y Vivó (1921–1926)
- Jozef-Ernest van Roey (1927–1961)
- Juan Landázuri Ricketts (1962–1997)
- Salvatore De Giorgi (1998–)

## Bilder
| - Santo Bambino. - Den helige Bernardinus död, fresk av Pinturicchio. |